# Otostigmus langei
Otostigmus langei är en mångfotingart som beskrevs av Wolfgang Bücherl 1946. Otostigmus langei ingår i släktet Otostigmus och familjen Scolopendridae. Inga underarter finns listade i Catalogue of Life.